# Найдо Георгиевски
Найдо Георгиевски (на македонска литературна норма: Најдо Георгиевски) е поет от Северна Македония.

## Биография
Роден е на 3 юли 1942 година в Горно Лисиче, тогава в Царство България. Завършва средно образование в Скопие, а висше в Лунд, Швеция. Автор е на книгата „Отсонувани акорди“, издадена в 1995 година. Член е на Дружеството на писателите на Македония от 1997 година.